# 織田久長
織田 久長（おだ ひさなが）は、室町時代の武将。通称は弾正左衛門。官位は従五位下・大和守、近江守、兵庫助。清洲三奉行の一家・藤左衛門家（小田井織田氏）の祖とされる。尾張国楽田城主。法名は常祐。

## 略歴
織田勝久または織田常松・織田常竹の子として誕生。正室は朝倉教景の娘。
郷土史家の横山住雄は、朝倉教景の娘に「織田弾正忠久長室」とあり、「弾正忠」の官位が見えることから、織田良信の父であるという説を唱えたが、現時点では「弾正忠久長」による発給文書がないため推測の域を出ない。
文安5年（1448年）、『妙興寺文書』の「天祥庵規式案」によると条文に「織田兵庫助久長」とある。
応仁2年（1468年）2月28日、3月27日の「引付記録」に「織田大和守久長」とある。
永正元年（1504年）に尾張丹羽郡に楽田城を築城し、居城としたとされる。また「織田宝岩祐居士」の肖像画は織田久長とも。